# Neuvila
Neuvila (en francès Neuville) és un municipi francès situat al departament de la Corresa i a la regió de la Nova Aquitània.
| 1962                                       | 1968 | 1975 | 1982 | 1990 | 1999 | 2007 |
| ------------------------------------------ | ---- | ---- | ---- | ---- | ---- | ---- |
| 357                                        | 310  | 250  | 237  | 216  | 187  | 196  |
| Des de 1962: població sense dobles comptes |      |      |      |      |      |      |

| Període | Identitat      | Partit |
| ------- | -------------- | ------ |
| 1995-   | Albert Moisson | PCF    |